# 築間餐飲集團
築間餐飲集團（英語：Jhujian Catering Group）是臺灣的連鎖餐飲企業，總部位於臺灣台中市，由董事長林楷傑創立於2010年。目前築間旗下品牌有築間幸福鍋物、燒肉Smile、有之和牛鍋物放題、本格和牛燒肉放題、絵馬別邸、築間酸菜魚、紫木槿、朴庶韓國美食公社、築間麻辣火鍋、築間燒肉本命、築間台灣鹹酥雞、芡芳石頭火鍋等共12大餐飲連鎖店品牌、總店數超過200間。

## 上市上櫃發展
2023年12月21日，築間以160元登錄興櫃，股票代號為7723，並於2024年1月2日轉登興櫃。
2025年4月30日，築間（7723）以每股承銷價新台幣45元上櫃掛牌，正式成為臺灣資本市場上市櫃公司之一，進一步強化品牌資本結構與市場能見度。

## 歷史
2010年，林楷傑於基隆市租下路邊一間石頭火鍋店，命名為竹間精緻鍋物，為今日築間幸福鍋物的前身。2013年，位於基隆的竹間已經有兩間店、年營收達兩千萬元，使林楷傑決定在臺北市拓展分店。起初築間集團在臺北市的開展並不順利，直到2015年在臺中市拓展分店後才好轉。
2016年，築間集團在在臺中市拓展分店之餘，新增鐵板燒、居酒屋等餐飲服務；同年收購嶄豐鮮匯水產（現為嶄豐冷凍實業有限公司），成為擁有下上游海產供應鏈的業者。2017年，並於臺中市北屯區成立集團總部；並於2018年開放加盟。
2024年1月，築間累積超過200萬會員，熟客率高達八成。2024年4月，築間餐飲集團總部從北屯區搬遷至臺中市西屯區。

### 品牌擴展
築間集團首個品牌為築間幸福鍋物，前身為「竹間精緻鍋物」。2017年，竹間精緻鍋物更名為築間幸福鍋物。截至2023年底，築間幸福鍋物全台分店數達127間。
2020年，築間集團於臺中市開設新品牌燒肉Smile、有之和牛鍋物放題、本格和牛燒肉放題。
2023年3月，築間集團開設日式火烤兩吃餐廳絵馬別邸、於臺中市開設韓國式烤肉店紫木槿。12月在高雄市開設新品牌築間酸菜魚。到2024年，築間酸菜魚共開設14間。
2024年2月，築間集團開設「朴庶韓國美食公社」品牌，規劃上涵蓋3大韓國料理主題；韓國烤肉「朴庶韓國烤肉」、韓式豆腐鍋「朴庶韓國豆腐鍋」、以及銅盤烤肉「朴庶韓國銅盤烤肉」。2月3日，在基隆開出首家銅盤烤肉店「朴庶韓國烤肉」，是築間集團繼紫木槿後，第二個韓國料理品牌。3月8日。築間集團的第三個火鍋品牌築間麻辣火鍋於西門町開設。3月29日，於高雄楠梓設立「朴庶韓國豆腐鍋」。2024年5月20日，於大巨蛋試營運紫木槿。2024年與日本 Torori 天使蕨餅合資，在台北開出日本 Torori 天使蕨餅海外市場的第一家分店。。2024年5月31日，於新北永和推出新品牌「築間燒肉本命」。截至2024年，燒肉品牌佔全品牌營收的25%。築間集團未來規劃將「築間燒肉酒場」及「築間熟成牛排」投入市場。。2025年4月2日推出全新品牌「芡芳石頭火鍋」，首店選在鄰近台中捷運市政府站。

### 海外拓展
2017年，築間幸福鍋物進駐中國大陸上海市塞納左岸廣場，為築間集團首間海外分店。
2024年1月18日，築間集團於香港的首間海外分店是築間酸菜魚，其座落於銅鑼灣廣場一期的2樓202-203號舖。6月7日，築間幸福鍋物於香港旺角文華商場正式開業。28日同樣於文華商場開設築間台灣鹹酥雞，打造築間一條街。
2024年10月25日，築間（7723）正式插旗日本．大阪道頓堀，以全新燒肉品牌「築間燒肉 ちくま焼肉」進軍日本餐飲市場，開啟第二個海外市場布局。

### 引用
1. 1 2 3 4  臺灣證券交易所.
2. ↑  築間餐飲集團. .
3. ↑  陳浩寧 2024.
4. 1 2 3  財經中心 2023.
5. ↑  張以忠 2023.
6. ↑  經濟日報 & 櫃買動態 2025.
7. 1 2  楊筠 2021.
8. 1 2  羅璿 2022.
9. 1 2  築間幸福鍋物.
10. ↑  彭蕙珍 2023a.
11. 1 2  邱馨儀 2024a.
12. ↑  嚴雅芳 2024a.
13. ↑  嚴雅芳 2024b.
14. ↑  程倚華 2024.
15. 1 2  林資傑 2024a.
16. 1 2 3  姚舜 2024a.
17. ↑  姚舜 2024c.
18. ↑  黃淑惠 2024b.
19. ↑  姚舜 2023a.
20. ↑  江明晏 2024.
21. ↑  經濟日報 鄭芝珊 2025.
22. ↑  Yahoo Food 2024.
23. ↑  黃淑惠 2024a.
24. ↑  林海 2024b.
25. ↑  嚴雅芳 2024.

### 來源
- 臺灣證券交易所. . 公開資訊觀測站.   [2024-04-05]. （原始内容存档于2020-05-01）.
- 財經中心. . ETtoday新聞雲. 2023-12-27  [2024-04-05]. （原始内容存档于2024-01-07）.
- 林海. . 聯合報. 2024-03-21  [2024-04-05]. （原始内容存档于2024-04-16）.
- 林海. . 聯合新聞網. 2024-06-18  [2024-07-29]. （原始内容存档于2024-07-29） （中文）.
- 林海. . 聯合報. 2024-06-06  [2024-07-29]. （原始内容存档于2024-09-09）.
- 林資傑. . 中時新聞網. 2024-01-11.
- 邱馨儀. . 經濟日報. 2024-01-10  [2024-04-05]. （原始内容存档于2024-04-27）.
- 姚舜. . 工商時報. 2023-12-01  [2024-04-05]. （原始内容存档于2023-12-23）.
- 姚舜. . 工商時報. 2023-12-21  [2024-07-29]. （原始内容存档于2023-12-23）.
- 姚舜. . 工商時報. 2024-01-19  [2024-04-05]. （原始内容存档于2024-04-05）.
- 姚舜. . 工商時報. 2024-02-18  [2024-04-05]. （原始内容存档于2024-04-05）.
- 姚舜. . 工商時報. 2024-02-29  [2024-07-29]. （原始内容存档于2024-07-29）.
- 張以忠. . MoneyDJ新聞. 2023-12-18  [2024-04-05]. （原始内容存档于2024-04-05）.
- 陳浩寧. . 財訊快報. 2024-07-18.
- 程倚華. . 食力foodNEXT. 2024-01-01  [2024-04-05]. （原始内容存档于2024-04-05）.
- 楊筠. . 鏡週刊 Mirror Media. 2021-02-19  [2024-07-29]. （原始内容存档于2024-07-29） （中文）.
- 黃淑惠. . 經濟日報. 2024-01-19  [2024-04-05]. （原始内容存档于2024-04-05）.
- 黃淑惠. . 經濟日報. 2024-01-30  [2024-04-05]. （原始内容存档于2024-04-05）.
- 彭蕙珍. . 今周刊. 2023-12-14  [2024-07-29]. （原始内容存档于2024-01-19）.
- 鄭芝珊. . 經濟日報. 2024-02-15.
- 羅璿. . 食力 foodNEXT. 2022-02-18  [2024-07-29]. （原始内容存档于2023-08-26） （中文）.
- 嚴雅芳. . 經濟日報. 2024-03-01  [2024-04-05]. （原始内容存档于2024-04-05）.
- 嚴雅芳. . 聯合新聞網. 2024-07-04  [2024-07-29]. （原始内容存档于2024-09-11） （中文）.
- 築間幸福鍋物. . 築間幸福鍋物.   [2024-07-29]. （原始内容存档于2024-07-29）.
- 曾以寧. . www.cna.com.tw. 2023-11-13  [2024-07-29]. （原始内容存档于2024-07-29）.
- 江明晏. . www.cna.com.tw. 2024-05-24  [2024-07-29]. （原始内容存档于2024-09-01）.

## 外部連結
- 築間餐飲集團-官網 （页面存档备份，存于）